# Marie von Borch
Marie Luise Amalie von Borch (geb. Zink; * 23. November 1843 in Hamburg; † 23. Mai 1895 in Berlin) war eine deutsche Übersetzerin skandinavischer Literatur.

## Leben
Die Mutter Gustava/Auguste Zinck war eine engagierte niederdeutsche Schriftstellerin, der Vater Ludwig Zink ein Kaufmann. Die Familie lebte zunächst in Hamburg, dann in Rostock und Westpreußen.
Marie erlernte mehrere Sprachen und entwickelte sich zu einer der wichtigsten Übersetzerinnen nordischer Literatur in Deutschland. Die Dichter Henrik Ibsen, Bjørnstjerne Bjørnson, Knut Hamsun und weitere schätzten ihre Arbeiten sehr und erklärten einige von ihnen zu der jeweils  einzigen autorisierten Übersetzung. Marie von Borch besaß auch die Bühnenrechte dieser Werke im deutschsprachigen Raum und war die alleinige Entscheidungsberechtigte für die Zustimmung zu einer Aufführung. Sie erhielt die Hälfte der Tantiemen.
Marie war mit Baron Wilhelm von Borch verheiratet, der vor 1886 starb. Seit diesem Jahr lebte sie in Berlin in der Potsdamer Straße 123b und in einer gemeinsamen Wohnung mit der Mutter in Friedenau. Im Januar 1895 starb ihre einzige Tochter.
Marie von Borch starb kurz danach  am 23. Mai 1895 im Lazarus-Krankenhaus in Berlin-Wedding; sie hatte kurze Zeit vorher eine Operation.

## Werke
Marie von Borch übersetzte mehr als dreißig literarische Werke aus dem Schwedischen, Norwegischen, Dänischen und Englischen  ins Deutsche. Einige von ihnen wurden zu  Verkaufserfolgen und beförderten die große Resonanz auf skandinavische Literatur in dieser Zeit im deutschsprachigen Raum.
Henrik Ibsen
- Gespenster, 1884
- Rosmersholm, 1887
- Die Wildente, 1887
- Die Frau vom Meer, 1889
- Comödie der Liebe, 1889
- Die Kronprätendenten, 1890
- Nordische Heerfahrt, 1890
- Ein Puppenheim, 1890, Nora
- Ein Volksfeind, 1890
- Frau Inger auf Östrot, 1891
- Hedda Gabler, 1891

Jonas Lie
- Lebenslänglich verurteilt, 1884

Walter Scott
- Waverley oder Es ist sechzig Jahre her , 1885

Charlotte Brontë
- Jane Eyre, ohne Jahr, Autobiographie

August Strindberg
- Am offenen See, 1892
- Tschakala, 1893/1894

Jens Peter Jacobsen
- Niels Lyhne, ohne Jahr, Roman
- Sechs Novellen

Selma Lagerlöf
- Eine Gutsgeschichte

Knut Hamsun
- Hunger, 1890, Roman, Verkaufserfolg in Deutschland
- Neue Erde, 1894
- Mysterien, 1894
- Pan, 1895
- Redakteur Lynge

Bjørnstjerne Bjørnson
- Neue Erzählungen, 1895, einzige autorisierte Übersetzung
- Mutters Hände und andere Erzählungen

Alexander Kielland
- Novelletten

Holger Drachmann
- Es war einmal oder Der Prinz von Nordland (Vorlage der Oper Es war einmal …)[6]

August Enna
- Die Hexe, 1892, Opernlibretto

Nicholas Wiseman
- Fabiola oder Die Kirche der Katakomben, 2. revidierte Auflage, 508 Seiten, Verlag Philipp Reclam, Leipzig 1920, auf Kriegspapier gedruckt, Reclams Universal-Bibliothek Nr. 2681-84 b, https://d-nb.info/363097597